# Kim Go-eun
Dans ce nom coréen, le nom de famille, Kim, précède le nom personnel.
Pour les articles homonymes, voir Kim.
Kim Go-eun, née le 2 juillet 1991, est une actrice sud-coréenne. Elle fait ses débuts en 2012 dans le film Eungyo (A muse), pour lequel elle remporte plusieurs prix en Corée du Sud. Elle est également connue pour son rôle dans les séries télévisées Cheese in the Trap (ko) (2016) et Goblin (2016).

## Jeunesse et éducation
En 1994, à l'âge de trois ans, la famille de Kim Go-eun s'installe à Pékin en Chine, où elle vit 10 ans. Le réalisateur Jeong Ji-woo parle de Kim en ces termes : « Elle est naturellement curieuse et courageuse. Elle est forte dans le sens où elle n'est pas facilement influençable. Elle ne fait pas les choses simplement parce que tout le monde le fait ». 
Après avoir regardé L'Enfant au violon de Chen Kaige plusieurs fois, pleurant à chaque fois, Kim décide de devenir cinéaste mais elle finit par se tourner vers le théâtre. Elle est entrée à l'école d'art dramatique de l'Université nationale des arts de Corée,.

## Carrière

### 2012:A Museet critiques élogieuses
En 2012, Kim Go-eun fait la une des journaux lorsqu'elle est choisie pour interpréter Eun-gyo, une lycéenne de 17 ans qui éveille la convoitise de deux hommes dans A Muse,,,. 
Elle rencontre le réalisateur de A Muse, Jung Ji-woo grâce à son cercle d'amis et n'est même pas au courant que des auditions sont organisées pour le film. « J'ai fini par passer une audition après avoir discuté avec le réalisateur. Je n’ai même pas eu le temps de me préparer », se souvient Kim Go Eun. Elle est choisie parmi quelque 300 actrices qui auditionnent pour le rôle. Outre son thème provocateur, le film présente deux scènes de sexe avec Kim Go-eun, qui avoue s'être sentie inquiète et embarrassée avant le tournage de celles-ci. Jung Ji-woo déclare que Kim Go-eun a grandi pendant le tournage : « Ses expressions du visage dans les dernières scènes du film sont très différentes de celles du début. Je voulais capturer les moments où elle réalise à quel point elle est précieuse pour elle-même et pour les autres », ajoutant qu'elle démontre des qualités que l'on ne peut trouver que chez une personne qui ignore sa propre beauté et ce dont elle est capable. 
Décrivant ses sentiments vis-à-vis de sa profession, Go-eun déclare : « Quand je suis montée sur scène pour la première fois, j'étais tellement nerveuse que je pensais que ce serait si difficile de le faire pour le reste de ma vie. Mais dès ma deuxième performance, je me suis senti extatique, comme si j'avais des ailes sur le dos, et je n'ai jamais voulu quitter la scène. Je continue à jouer parce que je veux garder ce sentiment ». À propos de sa décision de limiter son apparition dans les publicités, elle dit : « Je n’avais jamais pensé à mon image ni à des accords de promotion potentiels lors du choix du prochain projet de film. Ce qui m'inquiète, c'est l'impact de mon apparition dans des publicités sur mes rôles ». 

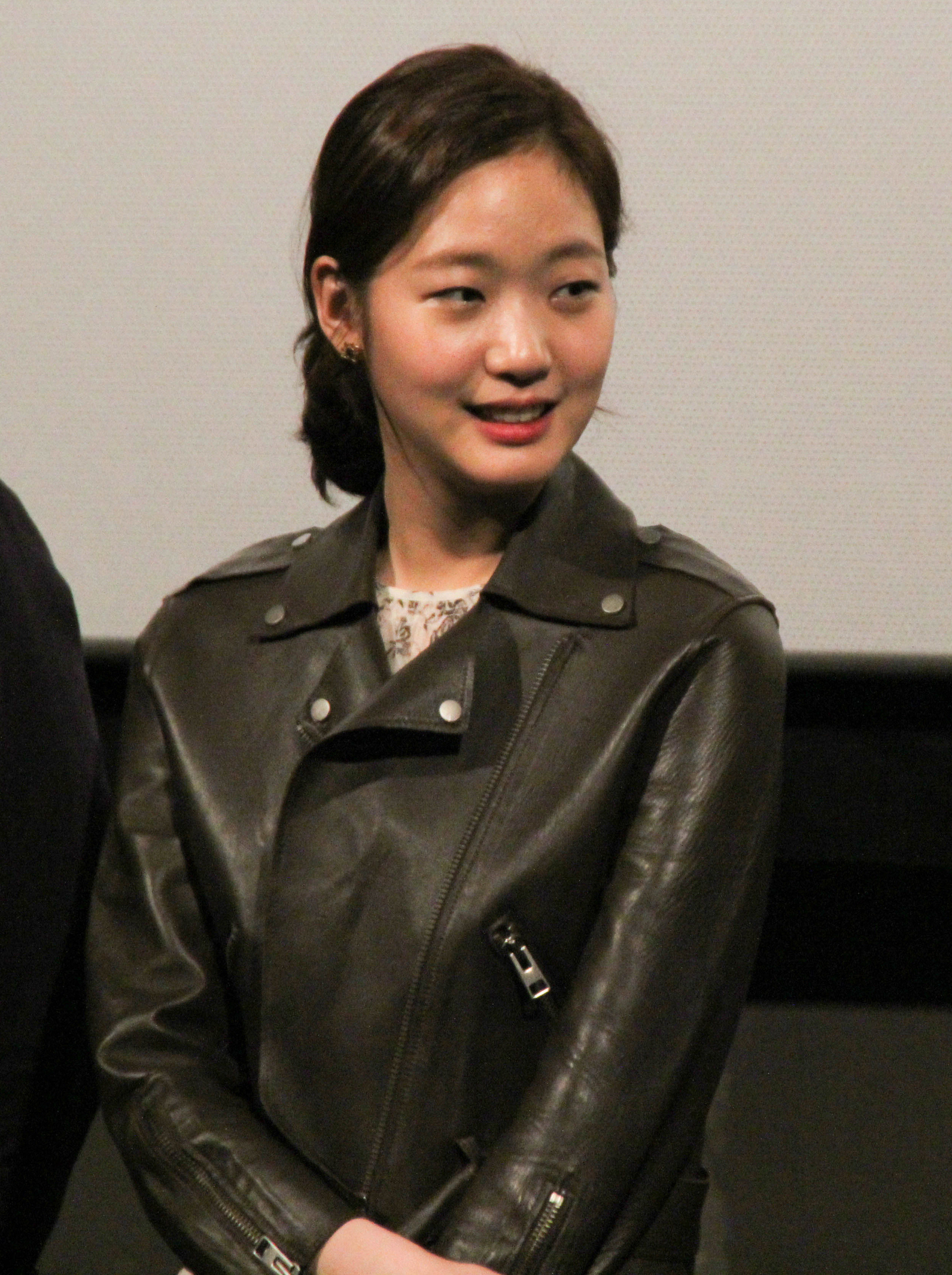
Kim Go-eun lors de l'avant-première de Monster en mars 2014.

### 2013-2015: Hiatus et retour au cinéma
Malgré de nombreuses offres suite à A Muse, Kim Go-eun décide de faire une pause de deux ans pour retourner à l'université terminer ses études. Elle revient à l'écran en 2014, montrant sa polyvalence dans le thriller Monster, dans lequel elle incarne une femme ayant une déficience intellectuelle dont la sœur cadette est assassinée par un tueur en série impitoyable ; son chagrin et sa rage la rendent presque psychotique et elle planifie sa vengeance,,,. 
En 2015, Kim Hye-soo et elle participent au casting de Coin Locker Girl (en), un thriller féminin inspiré du roman japonais Les Bébés de la consigne automatique. Elle est invitée au Festival de Cannes 2015 avec le réalisateur et le reste du casting,. Go-eun joue ensuite dans Memories of the Sword (en), un film historique d'arts martiaux, dans lequel elle joue face à l'actrice Jeon Do-yeon, son modèle de longue date,,. Cela est suivi par le film The Advocate: A Missing Body (en), dans lequel elle joue une procureure agressive ; et le film familial Canola (en), sur une réunion entre une fille et sa grand-mère aux côtés de l'actrice Youn Yuh-jung,.

### 2016 – présent: débuts à la télévision et popularité croissante

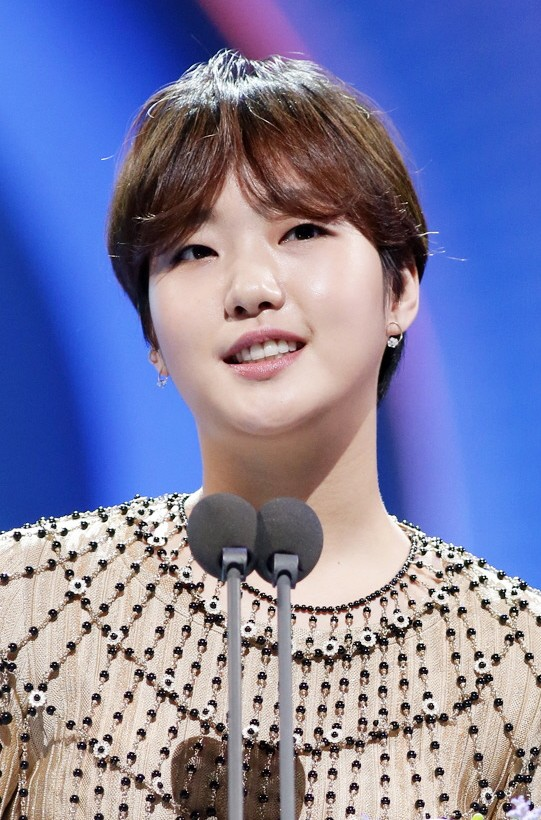
Kim Go-eun aux Baeksang Arts Awards en 2016.

Kim fait ses débuts à la télévision dans la série Cheese in the Trap (en), basée sur le Webtoon du même titre,,. Elle participe également à la chanson "Attraction" de Tearliner pour la bande originale de la série. Kim Go-eun remporte le Baeksang Arts Award de la actrice de télévision pour sa performance. Plus tard en 2016, elle partage la vedette dans le drama fantastique de Kim Eun-sook (en), Goblin. 
En 2018, elle joue dans le film dramatique Sunset in My Hometown (en) réalisé par Lee Joon-ik. Pour son rôle de paysanne sauvage, elle gagne 8 kg et apprend un dialecte régional,,. La même année, elle participe à Yoo Yeol's Music Album.

## Filmographie

### Films
| Année | Titre                             | Rôle               | Remarques          | Réf.   |
| ----- | --------------------------------- | ------------------ | ------------------ | ------ |
| 2012  | A muse                            | Han Eun-Gyo        |                    | [ 9 ]  |
| 2012  | Yeong-a                           | Yeong-a            | Court métrage      | ,      |
| 2013  | Neverdie Butterfly                | Moon Soo-yeon      | Apparence spéciale | [ 35 ] |
| 2014  | Monster                           | Bok-soon           |                    | [ 11 ] |
| 2015  | Memories of the Sword (en)        | Seol-hee / Hong-yi |                    | [ 18 ] |
| 2015  | Coin Locker Girl (en)             | Il-young           |                    | [ 15 ] |
| 2015  | The Advocate: A Missing Body (en) | Jin Sun-mi         |                    | [ 20 ] |
| 2016  | Canola (film) (en)                | Hye-ji             |                    | [ 21 ] |
| 2018  | Sunset in My Hometown (en)        | Sun-mi             |                    | [ 29 ] |
| 2019  | Tune in for Love                  | Mi-soo             |                    | [ 32 ] |
| 2024  | Exhuma                            | Lee Hwa-rim        |                    |        |
| 2024  | Love in the Big City              | Jae-hee            |                    |        |

### Séries télévisées
| Année     | Titre                     | Rôle                | Chaîne | Réf.   |
| --------- | ------------------------- | ------------------- | ------ | ------ |
| 2016      | Cheese on the Trap (en)   | Hong Seol           | tvN    | [ 23 ] |
| 2016-2017 | Goblin                    | Ji Eun-tak          | tvN    | [ 28 ] |
| 2020      | The King: Eternal Monarch | Jung Tae-eul / Luna | SBS    |        |
| 2022      | Little Women              | Oh In-joo           | tvN    |        |

## Discographie
| Titre | Année | Position dan les charts | Album                  |
| Titre | Année | KOR Gaon                | Album                  |
| --- | ----- | ----------------------- | ---------------------- |
| "Sun, Moon, Stars, And Us" (Shin Seung-hun (en) ft. Kim Go-eun)                                                       | 2015  | -                       |                        |
| "Attraction" (Tearliner ft. Kim Go-eun)                                                                               | 2016  | -                       | Cheese in the Trap OST |
| "-" désigne les publications qui ne sont pas entrées dans les charts ou qui n'ont pas été publiées dans cette région. |       |                         |                        |

## Récompenses
- 2012 :
  - 8e Jecheon International Music & Film Festival : Moët Rising Star[38],[39].
  - 21e Buil Film Awards : Meilleure Nouvelle Actrice[40].
  - 32e Korean Association of Film Critics Awards : Meilleure Nouvelle Actrice[41],[42].
  - 33e Blue Dragon Film Awards : Meilleure Nouvelle Actrice[43],[44].
  - 2e Beautiful Artist Awards de la Shin Young-kyun Arts and Culture Foundation : Meilleure Nouvelle Artiste[45].
  - 13e Busan Film Critics Awards : Meilleure Nouvelle Actrice[46].

- 2013 :
  - 4e KOFRA Film Awards : Meilleure Nouvelle Actrice[47].
  - 12e New York Asian Film Festival : Star Asia Rising Star Award[48],[49].
- 2015 :
  - Korean Film Actors' Guil Awards : Prix de la popularité[50].
  - 19e Bucheon International Fantastic Film Festival : Fantasia Award[51].
- 2016 :
  - 52e Baeksang Arts Awards : Meilleure Nouvelle Actrice (Télévision)[27].
  - Style Icon Awards : Amazing Rising Star[52].
  - 16e Korea Youth Film Festival : Favorite Rookie Actor[53].